# Rhagio tringarius
Espèce
Rhagio tringarius est une espèce d'insectes diptères de la famille des Rhagionidae.

## Description
Espèce de petite taille et d'apparence frêle (taille variant entre 8 et 14 mm), cette espèce possède généralement des grands yeux composés de trois ocelles. Les pièces buccales sont de type suceur et piqueur-suceur. Prédatrice, cette espèce s'attaque généralement à de petits coléoptères ou vers de terre. 

## Habitat
R. triangarius, réparti dans la plupart des pays d'Europe, se rencontre généralement dans des zones humides ou marécageuses.